# Manuel Falcó Escandón
Manuel Falcó Escandón (París, 1892 - Madrid, 1975) fou un aristòcrata i polític valencià, marquès de Pons.

## Biografia
Fill de Felipe Falcó, duc de Montellano, fou oficial de l'escorta reial. Fou elegit diputat pel districte de Xiva per la fracció liberal demòcrata de Manuel García Prieto del Partit Liberal a les eleccions generals espanyoles de 1923.